# Acacia elongata
Acacia elongata är en ärtväxtart som beskrevs av Dc. Acacia elongata ingår i släktet akacior, och familjen ärtväxter. Inga underarter finns listade i Catalogue of Life.